# Tourteron
Tourteron é uma comuna francesa na região administrativa de Grande Leste, no departamento das Ardenas. Estende-se por uma área de 8,83 km². Em 2010 a comuna tinha 186 habitantes (densidade: 21,1 hab./km²).